# غردينية رائعة
غردينية رائعة (الاسم العلمي:Gardenia magnifica) هي نوع من النباتات تتبع جنس الغردينية من الفصيلة الفوية.